# Encarsia mineoi
Encarsia mineoi är en stekelart som beskrevs av Gennaro Viggiani 1982. Encarsia mineoi ingår i släktet Encarsia och familjen växtlussteklar. Inga underarter finns listade i Catalogue of Life.